# Micaela Ramazzotti
Micaela Ramazzotti, född 17 januari 1979 i Rom, är en italiensk skådespelerska.

## Utmärkelser
Ramazzotti har bland annat vunnit David di Donatello för bästa kvinnliga huvudroll 2010 för La prima cosa bella.

## Roller i urval
- 2006 – Non prendere impegni stasera
- 2008 – Tutta la vita davanti
- 2010 – La prima cosa bella
- 2016 – Galna av lycka
- 2020 – Gli anni più belli
- 2022 – Caravaggios skugga
- 2023 – Felicità (även manus och regi)
- 2023 – The Good Mothers (TV-serie) (6 avsnitt)